# Prethopalpus infernalis
Prethopalpus infernalis is een spinnensoort in de taxonomische indeling van de Dwergcelspinnen (Oonopidae). De wetenschappelijke naam van de soort werd voor het eerst geldig gepubliceerd in 2007 door Harvey & Edward als Camptoscaphiella infernalis.